# I Just Wanna Know
«I Just Wanna Know» — дебютный сингл, написанный и спродюсированный британским певцом и автором песен Тайо Крусом. «I Just Wanna Know» была выпущена в качестве лид-сингла с дебютного студийного альбома Круса Departure (2008), а также входит в его второй студийный альбом Rokstarr (2009). Сингл был выпущен 4 ноября 2006 года посредством цифровой загрузки и двумя днями позже физически. Песня попала в UK Singles Chart на 29-ю строчку. Несмотря на более низкую пиковую позицию, чем у его второго сингла «Moving On», «I Just Wanna Know» шесть недель удерживался в топ-75 Великобритании по сравнению с четырьмя неделями, запланированными на «Moving On». Сингл является единственным из релизов Круса, который был доступен в двух физических форматах. На второй стороне «Backseat Love» играет рэпер Эрик Сермон.

## Клип
Клип на песню «I Just Wanna Know» длится в общей сложности 3 минуты и 44 секунды. На видео изображён Крус, исполняющий песню в загородном доме, в окружении группы гостей, которые пришли на званый ужин. На нем также изображен Крус, размышляющий о событиях вечеринки на следующий день. Хотя премьера видео состоялась в октябре 2006 года, оно не было загружено на официальный аккаунт Круса на YouTube до 26 июня 2009 года.

## Список композиций
- Digital download[1]

1. «I Just Wanna Know» (Radio Edit) — 3:35

- Digital download — Amazon Exclusive[2]

1. «I Just Wanna Know» (Wookie Acoustic Mix) — 4:05

- UK CD1 and Digital single[3]

1. «I Just Wanna Know» (Radio Edit) — 3:35
2. «Backseat Love» (featuring Erick Sermon) — 3:43

- UK CD2 and Digital EP[4]

1. «I Just Wanna Know» (Album Version) — 3:59
2. «I Just Wanna Know» (Wookie’s Funk’d Out Mix) — 6:39
3. «I Just Wanna Know» (Bimbo Jones Vocal Mix) — 5:53
4. «I Just Wanna Know» (The Paduans Remix) — 4:15

## Чарты
| Chart (2006)                        | Peak position |
| ----------------------------------- | ------------- |
| Великобритания (OCC UK Singles)     | 29            |
| Великобритания (OCC UK Hip Hop/R&B) | 2             |

## I Just Wanna Know ’08
«I Just Wanna Know '08» — это переиздание дебютного сингла Круса, вышедшее 10 ноября 2008 года. После успеха синглов «I Can Be» и «She's Like a Star» Island Records приняли решение переиздать «I Just Wanna Know» в попытке занять более высокую позицию в чартах для сингла. Хотя сингл не был официально выпущен физически, промо-сингл, содержащий официальный ремикс на песню «She’s Like a Star», стал широко доступен. Несмотря на массовую раскрутку, синглу удалось достичь пика лишь на посредственной 90-й строчке.

### Клип
Музыкальное видео для переиздания «I Just Wanna Know» длится в общей сложности 4 минуты и 6 секунд. На видео Крус, исполняющий песню в светском клубе в окружении живой группы. Большинство кадров, включенных в видео, были взяты с интимного выступления Круса в июне 2008 года. Хотя премьера видео состоялась в октябре 2008 года, оно не было загружено на официальный аккаунт Круса на YouTube до 26 июня 2009 года.

### Треклист
- Digital download[7]

1. «I Just Wanna Know» (Radio Edit) — 3:35

- Digital EP[8]

1. «I Just Wanna Know» (Delinquent Remix) — 3:59
2. «I Just Wanna Know» (Jim Beanz Remix) — 4:05
3. «I Just Wanna Know» (The Bimbo Jones Radio Mix) — 3:13

- Promo CD single[9]

1. «I Just Wanna Know» (Radio Edit) — 3:35
2. «I Just Wanna Know» (Jim Beanz Remix) — 4:05
3. «She’s Like A Star» (featuring Busta Rhymes and the Sugababes) — 3:44

### Чарты
| Chart (2008)                    | Peak position |
| ------------------------------- | ------------- |
| Великобритания (OCC UK Singles) | 90            |